# Чжун Шаньшань
Чжун Шаньшань (кит. 钟 睒 睒; пиньинь Zhōng Shānshān, (англ. Zhong Shanshan) родился в 1954 году, в городе Ханчжоу, провинции Чжэцзян) — китайский предприниматель, основатель и председатель совета директоров компании по производству напитков Nongfu Spring, а также является основным владельцем компании Beijing Wantai Biological Pharmacy Enterprise, мультимиллиардер.
В рейтинге журнала Forbes 7 июля 2021 года занимает 13 место среди миллиардеров с состоянием $67,3 млрд.

## Биография
Чжун Шаньшань родился в Ханчжоу в 1954 году. Во время культурной революции, бросил начальную школу и нашел работу на стройке. В 1977 году поступил в Чжэцзянский университет радио и телевидения, изучая китайский язык. Чжун был журналистом в Zhejiang Daily, прежде чем ушел в 1988 году и занялся бизнесом. В 1988 году Чжун переехал на Хайнань, остров у побережья южного Китая. Во время пребывания на острове он продавал грибы, креветки и черепах. Затем он продолжил работу в компании по производству напитков Wahaha в качестве торгового агента, а также продавал медицинские добавки.

## Деятельность
В 1996 году Чжун основал компанию по производству бутилированной воды в Ханчжоу, которая позже стала Nongfu Spring. В 1999 году компания Nongfu прекратила извлекать из воды природные минералы. Это был хитрый маркетинговый ход, который значительно помог увеличить охват целевой аудитории. Вода с такими свойствами была популярна в Китае, в то время когда дистиллированная вода была нормой, несмотря на то, что многие сомневались в её пользе для здоровья. Под руководством Чжуна компания стала крупнейшим производителем бутилированной воды в Китае, а также одной из крупнейших компаний по производству напитков в мире. Компания стала самым продаваемым брендом упакованных напитков. Чжун воспользовался преимуществами новых технологий, таких как облачные вычисления и big data, чтобы получить ключевое преимущество в понимании клиентской базы Nongfu Spring. Это позволило беспрецедентно расширить рынок по всей стране и превратить некогда скромную компанию в «левиафан» эпических масштабов. Согласно данным исследования Nielsen, природная вода Nongfu Springs стала самой популярной бутилированной водой в стране в 2012 году. Начиная с 2012 года, Nongfu Spring была продавцом упакованных напитков номер один в Китае. И сохраняло это доминирование 8 лет подряд.
Первоначальное публичное размещение акций Nongfu Spring в сентябре 2020 года значительно увеличило благосостояние Чжун. Это увеличило его состояние с 18,9 миллиарда долларов до более чем 50 миллиардов долларов. Это сделало его самым богатым или вторым по богатству человеком Китая, согласно Bloomberg и Forbes соответственно. В конце 2020 года Forbes назвал Чжуна самым богатым человеком в Азии. В январе 2021 года Forbes сообщил, что растущая цена акций Nongfu Spring сделала его самым богатым человеком Китая и шестым самым богатым человеком в мире с чистым капиталом в 95 миллиардов долларов. Его рост совпал с волной богатства в Китае, где в 2020 году было отчеканено более 200 миллиардеров, что в совокупности добавило 1,5 триллиона долларов стране. К сентябрю 2020 года Чжун владел 75 % акций Beijing Wantai Biological Pharmacy. В апреле 2020 года Wantai Biological Pharmacy стала публичной компанией, что увеличило состояние Чжуна.
По состоянию на январь 2021 года Чжун Шаньшань был председателем компании и владел 84,4 % Nongfu Spring.